# Lidia Semionova
Pour les articles homonymes, voir Semionov.
Lidia Konstantinovna Semionova est une joueuse d'échecs soviétique puis ukrainienne, née le 22 novembre 1951 à Kiev et morte le 4 juillet 2025. 
Championne d'Ukraine en 1971 et 1997, elle remporte le championnat d'URSS féminin en 1978 et obtient le titre de grand maître international féminin en 1982.

## Candidate au championnat du monde
En 1981, Lidia Semionova finit première du tournoi zonal de Leningrad. L'année suivante, elle prend la deuxième place du tournoi interzonal de Bad Kissingen. En 1983, elle remporte son premier match du tournoi des candidates contre Margareta Mureșan, puis bat Nana Iosseliani en demi-finale 5,5 à 4,5,  avant de perdre contre Irina Levitina la finale en mai 1984 (5 à 7).
Grâce à cette performance, elle est qualifiée d'office pour le tournoi des candidates de 1986 à Malmö où elle partage la  quatrième place avec Pia Cramling (il y a huit joueuses) avec la moitié des points (7/14).
En 1987, elle finit troisième ex æquo du tournoi interzonal de Tuzla mais perd le match de départage contre la Polonaise Agnieszka Brustman et est éliminée du cycle des candidates.

## Compétitions par équipe
Lidia Semionova représente l'Union Soviétique lors de l'olympiade d'échecs de 1984, remportant la médaille d'or par équipe et la médaille d'or individuelle à l'échiquier de réserve ainsi que la médaille d'or pour la meilleure performance individuelle de l'olympiade (elle marque 9,5 points sur 10).
Elle représente l'Ukraine lors de l'olympiade d'échecs de 1992, remportant la médaille d'argent par équipe.